# Chiesa cattolica in Azerbaigian

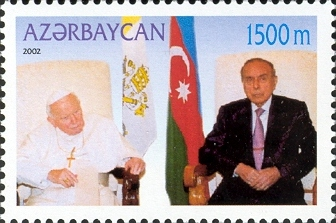
Francobollo commemorativo della visita di papa Giovanni Paolo II in Azerbaigian, 2002.

La Chiesa cattolica in Azerbaigian è parte della Chiesa cattolica universale in comunione con il vescovo di Roma, il Papa.

## Storia
I fedeli erano circa 150 nel 2000, quando la Chiesa venne affidata, l'11 ottobre, come missione sui iuris ai salesiani, e divennero circa 200 nel 2002. La missione era condotta da due preti e un fratello laico. L'intero paese, con un territorio di 86.500 km², forma un'unica parrocchia missionaria che ha sede a Baku.
Il 29 aprile 2011 Santa Sede e Azerbaigian hanno sottoscritto un accordo in otto articoli che regola i rapporti giuridici fra la Chiesa cattolica e lo Stato: è garantita la libertà di professare ed esercitare la fede cattolica; è riconosciuta la personalità giuridica della Chiesa cattolica e delle sue istituzioni; è riconosciuta e garantita la libertà per i cattolici di comunicare con la Santa Sede; a questa è infine garantita la libertà nella nomina del personale ecclesiastico.
Nel 2016 è stato ordinato diacono Behbud Mustafayev, primo azero a ricevere la consacrazione nella Chiesa cattolica.
La piccola comunità cattolica azera ha ricevuto la visita apostolica di papa Giovanni Paolo II nel 2002 e di papa Francesco nel 2016.
I cattolici che vivono in Azerbaigian sono di origine tedesca, polacca e azera.

## Organizzazione territoriale
Dall'11 ottobre 2000 tutto il territorio dell'Azerbaigian è compreso nella missione sui iuris di Baku, divenuta dal 4 agosto 2011 prefettura apostolica dell'Azerbaigian.

## Nunziatura apostolica
L'Azerbaigian e la Santa Sede intrattengono relazioni diplomatiche dal 24 maggio 1992, data della pubblicazione del breve Inter varia negotia di papa Giovanni Paolo II. 

### Nunzi apostolici
- Jean-Paul Aimé Gobel (7 dicembre 1993 - 6 dicembre 1997 nominato nunzio apostolico in Capo Verde, Guinea Bissau, Mali, Senegal e delegato apostolico in Mauritania)
- Peter Stephan Zurbriggen † (13 giugno 1998 - 25 ottobre 2001 nominato nunzio apostolico in Estonia, Lettonia e Lituania)
- Claudio Gugerotti (7 dicembre 2001- 15 luglio 2011 nominato nunzio apostolico in Bielorussia)
- Marek Solczyński (26 novembre 2011 - 25 aprile 2017 nominato nunzio apostolico in Tanzania)
- Paul Fitzpatrick Russell (7 aprile 2018 - 22 ottobre 2021 dimesso)
- Marek Solczyński, dal 14 febbraio 2022 (per la seconda volta)